# Impatiens chinensis
Impatiens chinensis är en balsaminväxtart som beskrevs av Carl von Linné. Impatiens chinensis ingår i släktet balsaminer, och familjen balsaminväxter. Inga underarter finns listade i Catalogue of Life.